# Voronivți, Murovani Kurîlivți
Voronivți (în ucraineană Воронівці) este un sat în comuna Bahtîn din raionul Murovani Kurîlivți, regiunea Vinnița, Ucraina.

## Demografie
Componența lingvistică a localității Voronivți
     Ucraineană (99,21%)
     Alte limbi (0,79%)
Conform recensământului din 2001, majoritatea populației localității Voronivți era vorbitoare de ucraineană (99,21%), existând în minoritate și vorbitori de alte limbi.